# Victor Leplus
Louis Henri Victor Leplus, né à Lille le 22 mars 1798 et mort dans la même commune le 17 mai 1851, est un architecte français.

## Biographie
Admis en 1819 à l’école des beaux-arts, Victor Leplus y est l'élève d'Antoine-François Peyre. Nommé architecte de la ville de Lille et architecte départemental des arrondissements de Lille, Dunkerque et Hazebrouck, il est aussi professeur à l'école d'architecture de Lille.

## Réalisations
- Reconstruction de la prison d'Hazebrouck
- Palais de justice d’Avesnes-sur-Helpe (1827-1829)[1]
- Prison de Dunkerque (1830-1832)[2]
- Ancien Palais de justice de Lille et prisons du quai de la Basse-Deûle (1831-1839)[3]
- Hôtel des Archives départementales de Lille (1839-1844), premier bâtiment d’archives départementales indépendant de France[4]